# Gustaf Adlerfelt
Gustaf Adlerfelt (* 1671 bei Stockholm; † 28. Junischwed./8. Juli 1709greg. bei Poltawa) war ein schwedischer Geschichtsschreiber.

## Leben
Gustaf Adlerfelt entstammte einer vornehmen Familie und war ein Sohn des Hofschatzmeisters Carl Adlerfelt. Sein Großvater war Statthalter von Reval gewesen. Gustaf erhielt eine sorgfältige Erziehung und studierte an der Universität Uppsala, wobei er sich insbesondere für Geschichte, dem Erlernen verschiedener Sprachen sowie für Heraldik und Genealogie interessierte. Als erstes Werk publizierte er eine in Uppsala in lateinischer Sprache gehaltene Lobrede auf den Geburtstag des schwedischen Kronprinzen Karl, nachmaligen Königs Karl XII. unter dem Titel Panegyricus … Carolo … Principi haereditario … consecratus et in splendido ordinis equestris palatio, … proclamatus die 17 Iunii, 1693, et ejusdem natali XII., a Gustavo Carlson (Stockholm 1693). Drei Jahre später verteidigte er ebenda unter dem Vorsitz von Peter Lagerlöf eine Dissertation über Ritterorden (Equites sive de ordinibus equestribus disquisitio, praeside Petro Lagerlöf, Stockholm 1696).
1696 verließ Adlerfelt Schweden und unternahm eine ausgedehnte Reise durch  einen Teil Europas. Nachdem er den königlich-dänischen Hof zu Kopenhagen und den herzoglich-holsteinischen zu Kiel besucht hatte, reiste er über Hamburg und Berlin nach Halle, wo er sich mehr als ein Jahr lang aufhielt, um die juristischen Vorlesungen von Christian Thomasius zu hören. Er besuchte dann Den Haag und unterstützte 1697 den schwedischen Gesandten Nils Lillieroot bei einigen heiklen Vorverhandlungen des Friedens von Rijswijk auf Huis ter Nieuburch. Anschließend residierte er einige Zeit in Paris, wo er mit James Fitzjames, 1. Duke of Berwick in Kontakt stand, und reiste im Juli 1699 nach London, wo er etwas länger als ein Monat blieb, um daraufhin nach Paris zurückzukehren. Zu seinen Reisen machte er sich Tagebuchaufzeichnungen.
Nachdem Adlerfelt bereits vier Jahre von Schweden abwesend gewesen war, begab er sich in der zweiten Jahreshälfte 1700 über Aachen, Köln, Hamburg und Wismar nach Stralsund und setzte von dort per Schiff nach Trelleborg über, so dass er im Oktober 1700 wieder heimatlichen Boden betrat. Er wurde nun dem König Karl XII. durch dessen Schwager, dem Herzog Friedrich IV. von Schleswig-Holstein, vorgestellt und zum königlichen Kammerjunker ernannt. Aufgrund einer Krankheit konnte er Karl XII. zunächst einige Zeit lang nicht auf dessen Kriegszügen begleiten und verfasste in dieser Zeit eine Reihe von Anmerkungen zu Johannes Messenius’ Theatrum nobilitatis suecanae, welche die Geschichte der schwedischen Adelsfamilien erläutern. Gleichzeitig fasste er den Plan, ein genaues und regelmäßiges Tagebuch der Feldzüge Karls XII. zu führen, und als er schließlich im Feldlager des Königs ankam, erfuhr er von diesem große Unterstützung für sein Vorhaben. Karl XII. ordnete an, dass Adlerfelt alle für dessen Arbeit wichtigen Dokumente zu erhalten habe und dass alle Generäle und Offiziere ihm exakte Berichte über ihre kriegerischen Leistungen abliefern sollten.
Als der König 1704 seinen Feldherren erlaubte, ihre Ehefrauen nach Heilsberg kommen zu lassen, ergriff Adlerfelt die Gelegenheit, um Anna Kristina Steb (* 1682; † 1722), die aus einer deutschen Adelsfamilie stammende Tochter des Bremer Regierungsrats Johan Steb, zu heiraten, der er vier Jahre zuvor in Wismar die Ehe versprochen hatte. Diese Dame, die mehrere lebende Sprachen fließend beherrschte, machte nach ihrer Rückkehr nach Wismar eine Teilübersetzung eines Abschnitts des Tagebuchs ihres Gatten aus dem Schwedischen ins Deutsche und veröffentlichte sie auf ihre eigenen Kosten. Das als Warhaffter Entwurff der Krieges-Thaten Carls XII., Königes von Schweden (Wismar 1707) betitelte Werk zählte bald nur relativ wenige Exemplare, weil ein Teil von ihnen bei ihrer Verschiffung nach Schweden verlorenging.
Adlerfelt begleitete Karl XII. bei dessen Kriegen in Polen und wurde in den Dienst des Prinzen Maximilian Emanuel von Württemberg-Winnental gestellt. Er führte sein Tagebuch bis zum Vorabend der Schlacht bei Poltawa (1709) fort, zu deren Beginn er, als er gerade bei der Sänfte des Königs stand, von einer Kanonenkugel tödlich getroffen wurde.
Das Manuskript Adlerfelts wurde von den Russen nach der Schlacht mit dem Gepäck des Prinzen von Württemberg erbeutet, kam aber wieder in dessen Hände sowie später nach Stuttgart und gelangte schließlich 1722 in den Besitz von Gustaf Adlerfelts Sohn Carl Maximilian Emanuel Johan, der es ins Französische übersetzte und als Histoire militaire de Charles XII, roi de Suède depuis l’an 1700 jusqu’à la bataille de Pultowa en 1709 (4 Bde., Amsterdam 1740) herausgab. Nur die ersten drei Bände dieses Werks stellen eine Übersetzung von Adlerfelts Tagebuch dar, das kurz vor der Schlacht von Poltawa schloss, während der letzte Band den Bericht eines anderen schwedischen Offiziers über den Verlauf der Schlacht selbst wiedergibt, darüber hinaus auch einige andere wertvolle Schilderungen. Das Tagebuch gibt schlicht die Fakten der Kriege Karls XII. wieder, ist aber exakt und glaubwürdig. Das Werk wurde 1741 in Paris wiederabgedruckt und erschien auch in englischer (The military history of Charles XII, King of Sweden …, 3 Bde., London 1740)  und deutscher Übersetzung (Leben Carls des Zwölften, Königs von Schweden, 3 Bde., Frankfurt und Leipzig, 1740–42). Eine wissenschaftlichen Ansprüchen genügende Edition in Schwedisch kam 1919 heraus.